# Trest smrti v Senegalu
Trest smrti v Senegalu byl zrušen v roce 2004. Poslední poprava byla v zemi vykonána v roce 1967. Senegal však nepřistoupil k Druhému opčnímu protokolu Mezinárodního paktu o občanských a politických právech. Při hlasování o rezoluci OSN o moratoriu na trest smrti v roce 2020 se Senegal zdržel hlasování.

## Historie
Od získání nezávislosti byli v Senegalu popraveni dva muži. Zdroje se však liší, který z nich byl popraven první.
Abdou N'Daffa Faye byl zastřelen popravčí četou v březnu 1967. K trestu smrti byl odsouzen za vraždu ministra senegalské vlády, Dembyho Diopy. Ten byl zastřelen 3. února 1967 na parkovišti v Thiès.
Dne 15. června 1967 byl popraven Moustapha Lô. Ten se dne 22. března 1967 pokusil o atentát na prvního prezidenta Senegalu, Léopolda Sédara Senghora. Moustapha Lô tehdy namířil pistolí na prezidenta poté, co se prezident zúčastnil svátku oběti, ale zbraň nevystřelila. Lô byl odsouzen k trestu smrti za velezradu, i když nebylo nad vší pochybnost dokázáno, zda chtěl prezidenta skutečně zabít. Následně byl rozsudek vykonán.